# Trinley Gyatso
Trinley Gyatso, även stavat Trinle Gyatso och Thinle Gyatso var den tolfte inkarnationen av Dalai Lama i Gelug-skolan i den tibetanska buddhismen. Han erkändes som reinkarnation av Dalai Lama 1858 och besteg tronen 1860.
Den tolfte Dalai Lamas regeringsstid kännetecknades av ökad politisk oro i Tibets närområden. Européer förbjöds att inresa i Tibet på grund av britternas krig i Sikkim och Bhutan.